# Viorica Ioja
Viorica Ioja, née le 26 février 1962 à Uivar (Roumanie), est une ancienne rameuse roumaine. Elle est médaillée d'argent aux Jeux Olympiques de 1984.

## Carrière
Viorica Ioja est médaillée d'or en quatre avec barreuse et médaillée de bronze en huit aux Jeux de 1984.

## Palmarès

### Jeux olympiques
- Jeux olympiques d'été de 1984 à Los Angeles ( États-Unis) :
  -  médaillée d'or en quatre barré
  -  médaille d'argent en huit

### Championnats du monde
- Championnats du monde 1986 à Nottingham ( Royaume-Uni) :
  -  médaille d'or en quatre barré
- Championnats du monde 1985 à Hazewinkel ( Belgique) :
  -  médaille d'argent en quatre barré
- Championnats du monde 1983 à Duisbourg ( Allemagne) :
  -  médaille d'argent en quatre barré